# تاو کمان
تاو کمان یک ستاره است که در صورت فلکی کمان قرار دارد.